# Jaap Schröder
Jaap Schröder, auch Jaap Schroeder (* 31. Dezember 1925 in Amsterdam; † 1. Januar 2020 ebenda) war ein niederländischer Violinist und Dirigent.

## Leben und Wirken
Jaap Schröder studierte zwischen 1943 und 1947 Violine bei Jos de Clerck, am Konservatorium seiner Heimatstadt und danach an der École Normale de Musique de Paris bei Jacques Thibaud, Joseph Calvet und Jean Pasquier (1904–1992), außerdem studierte er Musikwissenschaften an der Pariser Sorbonne. Nach der Ausbildung war er Konzertmeister beim Kammerorchester von Radio Hilversum. Gleichzeitig regten befreundete Musiker ihn an, mit ihnen das „Nederlands Strijkkwartet“ zu gründen; mit diesem Streichquartett gab er zahlreiche Konzerte in Europa und Nordamerika. 1960 gründete er das Ensemble „Concerto Amsterdam“, dessen Leiter er wurde. Die Konversion des Ensembles in ein Barockorchester erfolgte etwa 1969.
So verfolgte er während 17 Jahren die Laufbahn eines klassischen Geigers, bis er, inzwischen zum Kreis von Musikern um Frans Brüggen, Anner Bijlsma und Gustav Leonhardt gehörend, sich ab Ende der 1960er Jahre intensiv mit der Barockvioline und der historischen Aufführungspraxis auseinandersetzte. 1973 erhielt er die Einladung, an der Schola Cantorum Basiliensis eine Klasse für Barockvioline zu gründen.
1975 gründete er das „Quartetto Esterházy“, welches bis 1981 bestehend auf Originalinstrumenten musizierte. 1981 berief ihn Christopher Hogwood als Konzertmeister der Academy of Ancient Music.
1982 wurde er für sechs Jahre zum Gastleiter der neu gegründeten „Smithsonian Chamber Players“ in Washington berufen.
Jaap Schröder unterrichtete an zahlreichen Musikfakultäten amerikanischer Universitäten, so an der Yale University, der Virginia- und Maryland-Hochschule, sowie am Peabody Conservatory, der Banff School of the Arts und dem Konservatorium der Stadt Luxemburg. Er widmete sich intensiv der Wiederentdeckung der vergessenen Violinliteratur des 17. und 18. Jahrhunderts. Schroeder war regelmäßig Gastdirigent bei führenden Kammerensembles.
Schröder starb einen Tag nach seinem 94. Geburtstag.

## Schenkung
Nachdem er während 40 Jahren Gast beim Musikfestival, das jährlich in dem kleinen isländischen Ort Skálholt stattfindet, war, vermachte Schröder 2017 der dortigen Kathedrale seine Musikaliensammlung. Diese bildet den Grundstock für eine einzurichtende Musikbibliothek.

## Veröffentlichungen
- Jaap Schroeder: Bach’s Solo Violin Works, A Performer’s Guide. Yale University Press (September, 2007), ISBN 978-0-300-12466-8